# نيك دونفي
نيك دونفي (بالإنجليزية: Nick Dunphy) هو لاعب كرة قدم بريطاني، ولد في 3 أغسطس 1974 في Sutton Coldfield ‏ في المملكة المتحدة. لعب مع نادي بيتربورو يونايتد ونادي تاموورث.

## وصلات خارجية
- نيك دونفي على موقع Soccerbase.com (لاعب) (الإنجليزية)